# メル・パウエル
メル・パウエル（Mel Powell、1923年2月12日 - 1998年4月24日）は、アメリカ合衆国の作曲家。初期にはジャズ・ピアニストとして活躍していた。

## 略歴
ロシア系ユダヤ人移民を両親にニューヨーク・シティブロンクス区 に生まれる。本名はメルヴィン・エプスタイン（Melvin Epstein）。十代の頃からニューヨークでプロのジャズ演奏家として活動。1941年から1942年にかけて、ベニー・グッドマンのために演奏や作曲・編曲を手懸けた。1943年から1945年までグレン・ミラーの空軍バンドの一員となり、終戦期にはジャンゴ・ラインハルトとパリで共演。グッドマン楽団にも短期間だけ復帰。戦後はロサンゼルスに移動し、映画やアニメの背景音楽の制作にも関わった（「トムとジェリー」の音楽も含まれる）。やがてハリウッド女優のマーサ・スコットと結婚。1948年にはジャズ映画『ヒット・パレード（原題は“A Song Is Born”）』にも出演、ピアニスト役でグッドマンやルイ・アームストロングらの有名ジャズ・ミュージシャンと共演している。
1940年代の後半に筋ジストロフィーにかかり、演奏のために各地を移動するのが困難となったのをきっかけとして、作曲活動に専念するようになる。1948年から1952年までイェール大学に学び、パウル・ヒンデミットに作曲を師事。当初は新古典主義的な音楽を書いていたが、すぐに無調音楽や十二音技法に取り組み始め、現代音楽の作曲家として活動するようになる。
その後、1958年から1969年までイェール大学作曲科の教員に就任。同大学で「イェール大学電子音楽研究所（the Yale Electronic Music Studio）」の創設にたずさわる。また、アーサー・バーガーやベンジャミン・ボレツらとともに、音楽研究の学術雑誌『新音楽の展望』を創刊し、初代編集長の一人となった。
1969年カリフォルニア州に転居し、同州ヴァレンシアにあるカリフォルニア芸術大学の教員に就任、音楽学科の学務主任（dean）の一人を務めた。その後、学部長（Provost）に昇進し、教授となる。逝去する直前まで同大学で教鞭を取り、作曲を続けた。
1990年、2台ピアノと管弦楽のための協奏曲「デュプリケイツ（Duplicates）」で、ピューリッツァー賞音楽部門を受賞。「ロサンゼルス・タイムズ」紙のインタビューでは、「西海岸のここにいて、つまりピューリッツァー賞との結びつきが強い東部の体制からほど遠い場所にいて、私はこの賞のことなど思ってもみなかった。単に期待していなかったのだ」と語っている。「ニューヨーク・タイムズ」紙のインタビューでは、「デュプリケイツ」が第二次大戦の記憶と、パリで聞いたドビュッシーによる完璧な音楽の探究についての逸話に関わっていると述べている。同作品は1987年にベティ・フリーマンによってロサンジェルス・フィルハーモニックのために委嘱され、2年以上の歳月をかけて完成された。
ピューリッツァー賞のほか、受賞・評価として、アメリカン・アカデミー・オブ・アーツ・アンド・レターズ会員、グッゲンハイム・フェロー、ブランダイス大学からのクリエイティヴ・アーツ・メダル授与、アーノルド・シェーンベルク・センターの生涯名誉会員、クーセヴィツキー音楽財団によるアメリカ議会図書館のための委嘱などがある。
現代の作曲家として長年にわたり活動していたが、ジャズ界との関わりが全くなくなったのではなかった。現代音楽を学んでいた1950年代には、ベニー・グッドマンと再び共演し、録音も残している。1987年には、巡航船SSノーウェイ号で開かれたジャズ・フェスティバルにおいて、ベニー・カーターやハワード・オールデン、ミルト・ヒントン、ルイ・ベルソンと共演。その演奏会の模様は、アルバム『リターン・オブ・メル・パウエル』（キアロスクーロ・レコード）として発売されている。同CDでは、約20分の談話の中で生涯を振り返っており、ジャズ界を去った理由なども語られている。

### 音源
- BLUE SKIES by Mel Powell Orchestra 1942
- WHEN DID YOU LEAVE HEAVEN Mel Powell Orch 1942 Swing-Jazz
- Louis Armstrong, Benny Goodman & Danny Kaye in A SONG IS BORN (2)
- Clarinade, Mel Powell
- POWELL 《Prelude》
- Powell: "Nocturne for Violin Solo"